# G1 Special
G1 Special es una serie de eventos producidos por la empresa de lucha libre profesional New Japan Pro-Wrestling que tienen lugar en Estados Unidos. El evento tomó el nombre de G1 Special, debido a que servía como un prólogo hacia el torneo anual clásico de NJPW: El G1 Climax.

## Fechas y lugares
| Evento                    | Fecha                  | Lugar                  | Estadio                                        | Asistencia | Evento principal                                                                    |             |
| ------------------------- | ---------------------- | ---------------------- | ---------------------------------------------- | ---------- | ----------------------------------------------------------------------------------- | ----------- |
| G1 Special in USA         | 1 y 2 de julio de 2017 | Long Beach, California | Long Beach Convention and Entertainment Center | 2.3702.305 | Kazuchika Okada vs. Cody. (1 de julio) Tomohiro Ishii vs. Kenny Omega. (2 de julio) | [ 2 ] [ 3 ] |
| G1 Special: San Francisco | 7 de julio de 2018     | Daly City, California  | Cow Palace                                     | 6.333      | Kenny Omega vs. Cody                                                                | [ 4 ]       |

## Resultados

### G1 Special in USA

#### G1 Special in USA: Día 1
El primer día de la gira "G1 Special in USA" tuvo lugar el 1 de julio de 2017 desde el Long Beach Convention and Entertainment Center en Long Beach, California.
En paréntesis se indica el tiempo de cada combate:
- CHAOS (Rocky Romero, Berreta & Will Ospreay) y The Briscoes (Mark Briscoe & Jay Briscoe) derrotaron a Bullet Club (Marty Scurll, Bad Luck Fale, Yujiro Takahashi, Matt Jackson & Nick Jackson). (9:21)
  - Romero cubrió a Matt con un «Roll-Up».
- Los Ingobernables de Japón (EVIL, SANADA, Hiromu Takahashi & BUSHI) derrotaron a Titán, Dragon Lee, Volador Jr. & Jushin Thunder Liger. (6:44)
  - Takahashi cubrió a Titán después de un «Time Bomb».
- Jay Lethal derrotó a Hangman Page en los cuartos de final por el torneo por el inaugural Campeonato Peso Pesado de los Estados Unidos de la IWGP. (8:30)
  - Lethal cubrió a Page después de un «Lethal Injection».
- Zack Sabre Jr. derrotó a Juice Robinson en los cuartos de final por el torneo por el inaugural Campeonato Peso Pesado de los Estados Unidos de la IWGP.  (10:04)
  - Sabre Jr. forzó a Robinson a rendirse con un «Octopus Hold».
- Hiroshi Tanahashi, KUSHIDA, Jay White & David Finlay vencieron a Tempura Boyz (Sho Tanaka & Yohei Komatsu) y Hunter Club (Yoshitatsu & Billy Gunn). (9:40)
  - White cubrió a Tatsu después de un «Shell Shock».
- War Machine (Raymond Rowe & Hanson) derrotaron a Guerrillas of Destiny (Tama Tonga & Tanga Loa) (c) en un No Disqualification Match y ganaron el Campeonato en Parejas de la IWGP. (11:06)
  - Rowe cubrió a Loa después de un «FallOut».
- Tomohiro Ishii derrotó a Tetsuya Naito en los cuartos de final por el torneo por el inaugural Campeonato Peso Pesado de los Estados Unidos de la IWGP. (15:51)
  - Ishii cubrió a Naito después de un «Brainbuster».
- Kenny Omega derrotó a Michael Elgin en los cuartos de final por el torneo por el inaugural Campeonato Peso Pesado de los Estados Unidos de la IWGP. (22:31)
  - Omega cubrió a Elgin después de un «Piledriver», un «V-Trigger» y un «One Winged Angel».
- Kazuchika Okada (c) (con Gedo) derrotó a Cody (con Brandi Rhodes) y retuvo el Campeonato Peso Pesado de la IWGP. (27:12)
  - Okada cubrió a Cody después de un «Rainmaker».
  - Durante la lucha, Kenny Omega trató de interferir en la pelea en contra de Cody, pero The Young Bucks se lo impidieron.
  - El Campeonato Mundial de ROH de Cody no estaba en juego.

#### G1 Special in USA: Día 2
El segundo y último día de la gira "G1 Special in USA" tuvo lugar el 2 de julio de 2017 desde el Long Beach Convention and Entertainment Center en Long Beach, California. En este evento se celebró la final del torneo para determinar el primer Campeón Peso Pesado de los Estados Unidos de la IWGP.
En paréntesis se indica el tiempo de cada combate:
- Jushin Thunder Liger, KUSHIDA & David Finlay vencieron a Tempura Boyz (Sho Tanaka & Yohei Komatsu) y Yoshitatsu. (8:52)
  - Finlay forzó a Tatsu a rendirse con un «Streched Mufflin».
- Kenny Omega derrotó a Jay Lethal en la semifinal por el torneo por el inaugural Campeonato Peso Pesado de los Estados Unidos de la IWGP. (22:31)
  - Omega cubrió a Lethal después de un «One Winged Angel».
- Tomohiro Ishii derrotó a Zack Sabre Jr. en la semifinal por el torneo por el inaugural Campeonato Peso Pesado de los Estados Unidos de la IWGP. (11:42)
  - Ishii cubrió a Sabre Jr. después de un «Brainbuster».
- Juice Robinson, Volador Jr., Dragon Lee, Titán & Jay White derrotaron a Los Ingobernables de Japón (EVIL, SANADA, Hiromu Takahashi, BUSHI & Tetsuya Naito). (12:28)
  - White cubrió a BUSHI después de un «Flat Liner».
- Bullet Club (Hangman Page, Tama Tonga & Tanga Loa) (con Haku) derrotaron a Michael Elgin y War Machine (Raymond Rowe & Hanson). (11:17)
  - Page cubrió a Rowe después de un «Lariat».
- The Young Bucks (Matt Jackson & Nick Jackson) (c) derrotaron a Roppongi Vice (Rocky Romero & Beretta) y retuvieron el Campeonato Peso Pesado Junior en Parejas de la IWGP. (22:41)
  - Nick forzó a Beretta a rendirse con un «Sharp Shooter».
  - Después de la lucha, Ricochet apareció para atacar a The Young Bucks y desafiarlos a una lucha titular en el futuro.
  - Después de la lucha, Rocky Romero disolvió al equipo de Roppongi Vice de manera amistosa con Berreta, con Romero dándole la bendición a Beretta para que suba a la categoría Heavyweight.
- Bullet Club (Cody, Marty Scurll, Yujiro Takahashi & Bad Luck Fale) derrotaron a Kazuchika Okada, The Briscoes (Mark Briscoe & Jay Briscoe) y Will Ospreay. (10:00)
  - Cody cubrió a Ospreay después de un «Cross Rhodes».
- Hiroshi Tanahashi (c) derrotó a Billy Gunn y retuvo el Campeonato Intercontinental de la IWGP. (14:25)
  - Tanahashi cubrió a Gunn después de un «Sling Blade» y un «High Fly Flow».
- Kenny Omega (con Matt Jackson & Nick Jackson) derrotó a Tomohiro Ishii en la final del torneo y ganó el inaugural Campeonato Peso Pesado de los Estados Unidos de la IWGP. (31:20)
  - Omega cubrió a Ishii después de un «One Winged Angel».
  - Después de lucha, Cody apareció para intentar atacar a Omega, pero en lugar de eso terminaron dándose un abrazo en señal de respeto.
  - Después de la lucha, todo el Bullet Club salió a festejar la victoria de Omega.

### G1 Special: San Francisco
G1 Special: in San Francisco tuvo lugar el 7 de julio de 2018 desde el Cow Palace en Daly City, California. 
El evento fue anunciado durante la emisión del evento Strong Style Evolved.

#### Resultados
En paréntesis se indica el tiempo de cada combate:
- Bullet Club (Haku, Tama Tonga, Tanga Loa, Yujiro Takahashi & Chase Owens) derrotaron a CHAOS (Yoshi-Hashi, Gedo, Rocky Romero, Sho & Yoh) (9:20).
  - Tonga cubrió a Gedo después de un «Stunner».
- CHAOS (Tomohiro Ishii & Toru Yano) derrotaron a Suzuki-gun (Minoru Suzuki & Zack Sabre Jr.) (9:42).
  - Yano cubrió a Sabre después de un «Closthline».
- Bullet Club (Hangman Page & Marty Scurll) derrotaron a Taguchi Japan (Hiroshi Tanahashi & Kushida) (con Ryusuke Taguchi).
  - Page cubrió a Kushida después de un «Rite of Passage».
- Hirooki Goto (c) derrotó a Jeff Cobb y retuvo el Campeonato Peso Abierto NEVER (12:10).
  - Goto cubrió a Cobb después de un «Ura GTR».
- The Young Bucks (Matt Jackson & Nick Jackson) (c) derrotaron a Los Ingobernables de Japón (EVIL & Sanada) y retuvieron el Campeonato en Parejas de la IWGP (16:05).
  - Matt y Nick cubrieron a Evil y Sanada después de un «Meltzer Driver».
- CHAOS (Kazuchika Okada & Will Ospreay) derrotaron a Los Ingobernables de Japón (Tetsuya Naito & Bushi) (11:58).
  - Ospreay cubrió a Bushi después de un «Stormbreaker».
- Hiromu Takahashi (c) derrotó a Dragon Lee y retuvo el Campeonato Peso Pesado Junior de la IWGP (16:18).
  - Takahashi cubrió a Lee después de un «Time Bomb».
  - Durante la lucha, Takahashi sufrió una lesión en el cuello.
- Juice Robinson derrotó a Jay White (c) y ganó el Campeonato Peso Pesado de los Estados Unidos de la IWGP (23:22).
  - Robinson cubrió a White con un «Roll-Up».
- Kenny Omega (c) (con The Young Bucks (Matt Jackson & Nick Jackson)) derrotó a Cody (con Brandi Rhodes) y retuvo el Campeonato Peso Pesado de la IWGP (34:14).
  - Omega cubrió a Cody después de un «One Winged Angel».
  - Durante la lucha, Brandi interfirió a favor de Cody, y los Bucks a favor de Omega.
  - Después de la lucha, todo el Bullet Club salió a festejar la victoria de Omega, sin embargo Tama Tonga, Tanga Loa y Haku atacaron a Omega y a los Bucks.
  - Luego del ataque, Hangman Page, Marty Scurll, Chase Owens, Yujiro Takahashi y Cody salieron a detenerlos, pero igual fueron atacados.
  - Después del incidente, todo el Bullet Club se abrazaron en señal de respeto.